# Вінні Дель Негро
Вінні Дель Негро (англ. Vinny Del Negro, нар. 9 серпня 1966, Спрингфілд) — американський професіональний баскетболіст, що грав на позиції розігруючого захисника за низку команд НБА. Згодом — баскетбольний тренер.

## Ігрова кар'єра
Починав грати у баскетбол у команді старшої школи «Кафедрал» (Спрингфілд, Массачусетс), «Академія Саффілда» (Саффілд). На університетському рівні грав за команду «Норт Кароліна Стейт» (1984–1988). 
1988 року був обраний у другому раунді драфту НБА під загальним 29-м номером командою «Сакраменто Кінґс».
Професійну кар'єру розпочав 1988 року виступами за тих же «Сакраменто Кінґс», захищав кольори команди із Сакраменто протягом наступних 2 сезонів.
З 1990 по 1992 рік грав у складі італійської команди «Бенеттон Тревізо».
1992 року перейшов до «Сан-Антоніо Сперс», у складі якої провів наступні 6 сезонів своєї кар'єри.
Наступною командою в кар'єрі гравця була «Тімсистем» з Італії, за яку він відіграв лише частину сезону 1999 року.
З 1999 по 2000 рік грав у складі «Мілвокі Бакс».
2000 року перейшов до «Голден-Стейт Ворріорс», у складі якої провів наступний сезон своєї кар'єри.
Останньою ж командою в кар'єрі гравця стала «Фінікс Санз», до складу якої він приєднався 2001 року і за яку відіграв лише частину сезону.

## Тренерська робота
2008 року розпочав тренерську кар'єру, ставши головним тренером команди «Чикаго Буллз», в якій пропрацював до 2010 року.
Останнім місцем тренерської роботи була команда «Лос-Анджелес Кліпперс», головним тренером якої Вінні Дель Негро був з 2010 по 2013 рік.
Наразі працює аналітиком на NBA TV.

## Особисте життя
Дель Негро має італійське коріння. Його батько Вінс грав у баскетбол за Університет Кентуккі.

## Статистика виступів в НБА

### Регулярний сезон
| Сезон             | Команда                 | GP  | GS  | MPG  | FG%  | 3P%  | FT%   | RPG | APG | SPG | BPG | PPG  |
| ----------------- | ----------------------- | --- | --- | ---- | ---- | ---- | ----- | --- | --- | --- | --- | ---- |
| 1988–1989         | «Сакраменто Кінґс»      | 80  | 2   | 19.5 | .475 | .300 | .850  | 2.1 | 2.6 | 0.8 | 0.2 | 7.1  |
| 1989–1990         | «Сакраменто Кінґс»      | 76  | 29  | 24.4 | .462 | .313 | .871  | 2.6 | 3.3 | 0.8 | 0.1 | 9.7  |
| 1992–1993         | «Сан-Антоніо Сперс»     | 73  | 31  | 20.9 | .507 | .250 | .863  | 2.2 | 4.0 | 0.6 | 0.0 | 7.4  |
| 1993–1994         | «Сан-Антоніо Сперс»     | 77  | 56  | 25.3 | .487 | .349 | .824  | 2.1 | 4.2 | 0.8 | 0.0 | 10.0 |
| 1994–1995         | «Сан-Антоніо Сперс»     | 75  | 71  | 31.5 | .486 | .407 | .790  | 2.6 | 3.0 | 0.8 | 0.2 | 12.5 |
| 1995–1996         | «Сан-Антоніо Сперс»     | 82  | 82* | 33.7 | .497 | .380 | .832  | 3.3 | 3.8 | 1.0 | 0.1 | 14.5 |
| 1996–1997         | «Сан-Антоніо Сперс»     | 72  | 53  | 31.2 | .467 | .314 | .868  | 2.9 | 3.2 | 0.8 | 0.1 | 12.3 |
| 1997–1998         | «Сан-Антоніо Сперс»     | 54  | 38  | 31.9 | .441 | .436 | .796  | 2.8 | 3.4 | 0.7 | 0.1 | 9.5  |
| 1998–1999         | «Мілвокі Бакс»          | 48  | 7   | 22.8 | .422 | .433 | .800  | 2.1 | 3.6 | 0.7 | 0.1 | 5.9  |
| 1999–2000         | «Мілвокі Бакс»          | 67  | 0   | 18.1 | .471 | .333 | .897  | 1.6 | 2.4 | 0.5 | 0.0 | 5.2  |
| 2000–2001         | «Голден-Стейт Ворріорс» | 29  | 1   | 13.7 | .333 | .111 | 1.000 | 1.1 | 2.1 | 0.2 | 0.0 | 2.7  |
| 2000–2001         | «Фінікс Санз»           | 36  | 0   | 14.6 | .528 | .000 | .893  | 1.4 | 1.8 | 0.6 | 0.1 | 4.9  |
| 2001–2002         | «Фінікс Санз»           | 2   | 0   | 3.0  | .250 | .000 | .000  | 0.0 | 1.0 | 0.0 | 0.0 | 1.0  |
| Усього за кар'єру | Усього за кар'єру       | 771 | 370 | 24.9 | .475 | .359 | .840  | 2.3 | 3.2 | 0.7 | 0.1 | 9.1  |

### Плей-оф
| Сезон             | Команда             | GP | GS | MPG  | FG%  | 3P%  | FT%   | RPG | APG | SPG | BPG | PPG  |
| ----------------- | ------------------- | -- | -- | ---- | ---- | ---- | ----- | --- | --- | --- | --- | ---- |
| 1992–1993         | «Сан-Антоніо Сперс» | 8  | 0  | 14.0 | .447 | .222 | 1.000 | 2.4 | 3.0 | 0.1 | 0.1 | 5.0  |
| 1993–1994         | «Сан-Антоніо Сперс» | 4  | 4  | 23.3 | .444 | .500 | .600  | 1.8 | 4.5 | 0.3 | 0.0 | 7.3  |
| 1994–1995         | «Сан-Антоніо Сперс» | 15 | 15 | 25.5 | .432 | .450 | .833  | 2.1 | 2.5 | 0.5 | 0.1 | 8.7  |
| 1995–1996         | «Сан-Антоніо Сперс» | 10 | 10 | 37.9 | .460 | .593 | .684  | 2.6 | 2.9 | 1.3 | 0.3 | 14.3 |
| 1997–1998         | «Сан-Антоніо Сперс» | 9  | 3  | 31.4 | .481 | .200 | .941  | 2.7 | 3.2 | 0.9 | 0.0 | 10.7 |
| 1999–2000         | «Мілвокі Бакс»      | 5  | 0  | 18.6 | .433 | .000 | .000  | 1.6 | 1.8 | 0.6 | 0.0 | 5.2  |
| 2000–2001         | «Фінікс Санз»       | 3  | 0  | 8.7  | .571 | .000 | .000  | 0.7 | 1.7 | 0.0 | 0.0 | 2.7  |
| Усього за кар'єру | Усього за кар'єру   | 54 | 32 | 25.3 | .454 | .431 | .812  | 2.2 | 2.8 | 0.6 | 0.1 | 8.8  |

## Тренерська статистика
| Команда                 | Сезон      | G   | W   | L   | W–L% | Місце                 | PG | PW | PL | PW–L% | Результат                       |
| ----------------------- | ---------- | --- | --- | --- | ---- | --------------------- | -- | -- | -- | ----- | ------------------------------- |
| «Чикаго Буллз»          | 2008–09    | 82  | 41  | 41  | .500 | 2-е в Центральному    | 7  | 3  | 4  | .429  | Програш у першому раунді        |
| «Чикаго Буллз»          | 2009–10    | 82  | 41  | 41  | .500 | 3-є в Центральному    | 5  | 1  | 4  | .200  | Програш у першому раунді        |
| «Лос-Анджелес Кліпперс» | 2010–11    | 82  | 32  | 50  | .390 | 4-е в Тихоокеанському | —  | —  | —  | —     | не вийшли до плей-оф            |
| «Лос-Анджелес Кліпперс» | 2011–12    | 66  | 40  | 26  | .606 | 2-е в Тихоокеанському | 11 | 4  | 7  | .364  | Програш у півфіналі конференції |
| «Лос-Анджелес Кліпперс» | 2012–13    | 82  | 56  | 26  | .683 | 1-е в Тихоокеанському | 6  | 2  | 4  | .333  | Програш у першому раунді        |
| За кар'єру              | За кар'єру | 394 | 210 | 184 | .533 |                       | 29 | 10 | 19 | .345  |                                 |